# Psapharochrus griseomaculatus
Psapharochrus griseomaculatus är en skalbaggsart som först beskrevs av Dmytro Zajciw 1971.  Psapharochrus griseomaculatus ingår i släktet Psapharochrus och familjen långhorningar. Inga underarter finns listade i Catalogue of Life.